# Raffinerie de Petit-Couronne
La raffinerie de Petit-Couronne est une ancienne raffinerie de pétrole située à Petit-Couronne, en Seine-Maritime (France).
La friche résultant de sa fermeture fait l'objet d'une dépollution des sols en vue de sa ré-industrialisation.

## Histoire
Ouverte en 1929 sous le nom de Société Maritime des Pétroles, la raffinerie est à l'origine exploitée par la compagnie Shell. Elle est cédée le 1er avril 2008 à Petroplus. Elle possède une capacité de 161 000 barils par jour environ. La raffinerie de Petit-Couronne occupe un site de 225 hectares, emploie environ 550 personnes. Elle fait vivre un grand nombre de sociétés aux alentours avant sa fermeture en avril 2013.
La raffinerie est alimentée en pétrole brut par un oléoduc depuis le port du Havre et dispose d'accès rapides à de nombreux canaux de distribution. Elle livre la majorité de ses produits pétroliers à de grands clients dans le Nord-Ouest de la France et dans la région parisienne par l'oléoduc Trapil, rail, barge et camions (depuis le terminal vraquier adjacent). Les principales unités de production de la raffinerie sont équipées d'une unité de distillation atmosphérique, d'une unité d'hydrodésulfuration, d'un Platformer[Quoi ?], d'un viscoréducteur, d'un FCC (Fluid Catalytic Cracking), d'unités de traitement du sulfure d'hydrogène (H2S) type Claus, etc.
Le site est capable de produire des bitumes et lubrifiants. Il peut traiter un grand nombre de bruts plus ou moins soufrés. Son indice de complexité Nelson est de 7,3.
Elle est classée Seveso seuil haut.
En difficultés, le groupe Petroplus décide finalement la mise en vente de la raffinerie le 20 janvier 2012 (déjà mise à l'arrêt en ce même début de mois). Le 24 juillet 2012 est annoncée la décision du tribunal de commerce de Rouen sur le sort de la raffinerie, six mois après la mise en redressement judiciaire de l'entreprise. Au 9 juillet 2012, deux offres de reprise finalisées sont déposées et cinq dossiers sont en constitution.
Placée en liquidation judiciaire le 16 octobre 2012 à la suite du rejet de ces offres, l'activité s'est poursuivie finalement en attendant une éventuelle nouvelle piste. Fin novembre, des négociations ont lieu avec le groupe NetOil pour reprendre le site en sauvegardant les emplois. Murzuq Oil and Gas a déposé son offre le 29 mars 2013.
Le 16 avril 2013, le tribunal de commerce de Rouen a prononcé la fermeture du site avec pour effet la cessation d'activité définitive de la société.

## Réindustrialisation
Valgo a été choisie en avril 2014 par le tribunal de commerce de Rouen pour prendre en charge la réindustrialisation du nouveau pôle industriel de Petit-Couronne .
En 2014, après le découpage du site en plusieurs parcelles et la revente de terrains, Valgo y installe son siège social et lance les travaux de remise en état. Depuis 2015, l'entreprise a la charge de la réhabilitation du site. La société a procédé au pompage des déchets, au nettoyage des installations pétrolières et à la déconstruction des unités industrielles. En juin 2019, l'entreprise a effectué le démantèlement de 4 cheminées.
Le samedi 7 novembre 2020 à 14 h est provoquée l'implosion de la plus haute cheminée de la raffinerie (170 m de hauteur), construite en 1976. Une autre cheminée a également implosé.
Le projet de réindustrialisation a été médiatisé lorsque le nom d'Amazon a été cité comme potentiel occupant d'une partie de l'emprise.

## Dépollution
Chargée de la dépollution du site, Valgo emploie comme remblai des déchets dangereux (présence de plomb) issus du chantier du Grand Paris pour « élever le niveau du sol d'au moins 50 cm » pour éloigner la pollution résiduelle des sols. Il en résulte une amende administrative de 15 000 €. En juillet 2021 pourtant, l'annonce du remploi de 900 000 tonnes de ces déchets (sur un besoin de 1,1 million de tonnes), acheminés par la Seine, n'a pas semblé anormale dans la mesure où « leur compactage n'entraine pas de risque de mobilisation de sulfates », épargnant ainsi la qualité de la nappe phréatique.